# 第一次性徴
第一次性徴（だいいちじせいちょう、英: Primary sex characteristic）とは、性別を決定する基本要素、生殖器のみに見られる生物学的性差である。主要な性的特徴を構成する。

## 定義
性別はその個体が生殖細胞として卵を生産するか、それとも精子を生産するかによって決まる。したがって、その個体の性別を判断する基準となるのは、これらを生産する器官の有無、であり、これが第一次性徴である。これに対してそれ以外の部分に見られる性差を第二次性徴という。したがって、一義的には卵巣および精巣が第一次性徴である。タナー段階では男性器（男性）・乳房（女性）・陰毛（男女とも）が何れもIの時が一次性徴である。
しかしながら、これらの器官は単独で存在することは少ない。そこで形成された生殖細胞は、その個体の体外に出る必要があるから、それが外に出られるための構造、あるいは他個体の生殖細胞を受け入れ、受精やその後の発生を保護する構造が発達するのが普通である。これらを生殖器官、あるいは性器と言い、普通はここまでを第一次性徴という。
すなわち雄においては精巣及び輸精管などこれにあたり、さらに受精管や生殖針、陰茎なども一次性徴に含まれうる。雌においては卵巣及び輸卵管、それにまた貯精嚢、受精嚢、膣、さらには子宮などもこれに含まれる。
染色体異常や性分化疾患、内分泌器系の異常などがある人は、正常な性徴が見られない場合がある。

## 第一次性徴開始まで
受精卵はやがて男女とも、中腎管と中腎傍管が形成される。この時点では男女に性差は見られない。

## 第一次性徴の発現
上記からさらに進むと、女性はY染色体を持たないため中腎傍管が発達し、卵巣を持つようになり女性器が形成される。男性はY染色体上のSRY遺伝子によって中腎管に精巣が形成され、抗ミュラー管ホルモンの分泌によって中腎傍管を退縮させ、アンドロゲンの分泌によって男性器が形成される。また、骨盤が男女間で異なるように形状されるため、ウエストからヒップにかけても第二次性徴に比べて明瞭ではないが若干の性差は生じるようになる。

## 生理的発達
乳児期早期（1-3ヶ月）は思春期並に視床下部からの性腺刺激ホルモン放出ホルモンが多く、それによって下垂体より性腺刺激ホルモンが分泌される。この分泌は男性では将来の精子形成に重要だとされており、女性でも小卵胞が出現する。その後2歳から第二次性徴発現の2年前まではLH-RHの脈動的分泌の振幅が沈静化し、性腺刺激ホルモン放出ホルモンが減少し、それによって下垂体より性腺刺激ホルモンの分泌も減少する。この段階でのエストロゲンの分泌量は女性で0.6pg/mlと男子の0.08pg/mlに比べて高く、これが女性が男性より第二次性徴発現を早めている原因の一つとなっている。
第二次性徴発現の2年前よりLH-RHの脈動的分泌の振幅が増大し、視床下部からの性腺刺激ホルモン放出ホルモンの増加が生じ、それによって下垂体より性腺刺激ホルモンが分泌されるようになる。これによって男性では精巣が発育し、女性では卵巣が発育し、それぞれ精巣からはテストステロンやアンドロゲンが、卵巣からはエストロゲンが分泌されて第二次性徴発現を迎え、最初に第二次性徴が生じるのは男性は男性器の発達（男性器のタナー段階II）、女性は乳房の発達（Thelarche・乳房のタナー段階II前半→乳頭期）である。